# Lightning Guns
Lightning Guns è un film del 1950 diretto da Fred F. Sears.
È un western statunitense con Charles Starrett, Smiley Burnette e Gloria Henry. Fa parte della serie di film western della Columbia incentrati sul personaggio di Durango Kid.

## Produzione
Il film, diretto da Fred F. Sears su una sceneggiatura di Victor Arthur e un soggetto di Bill Milligan, fu prodotto da Colbert Clark per la Columbia Pictures e girato nell'Iverson Ranch a Chatsworth, Los Angeles, California, dal 16 maggio al 24 maggio 1950. Smiley Burnette compose i brani Bathtub King, Our Whole Family's Smart e Ramblin' Blood in My Veins.

## Distribuzione
Il film fu distribuito negli Stati Uniti dal 1º dicembre 1950 al cinema dalla Columbia Pictures.
Altre distribuzioni:
- in Brasile (Campeão dos Desamparados)
- in Australia nel 1950 dalla Columbia Pictures
- in Nuova Zelanda nel 1950 dalla Columbia Pictures
- in Malaysia nel 1950 dalla Columbia Pictures
- nel Regno Unito nel 1950 dalla Columbia Pictures
- in Norvegia nel 1950 dalla Kamera Film Aktieselskap

## Promozione
Le tagline sono:
- Charles Starrett IS OUT TO CLEAN UP THE TOWN! (original ad)
- MASKED OUTLAWS SPREAD TERROR ACROSS THE WEST!
- DURANGO ACTION...HE SETTLES A FAMILY FEUD!
- Hard Riding Thrills in the West! (original ad)
- FAST ON THE DRAW...and Death on Outlaws! (original ad)